# Etelis carbunculus
Etelis carbunculus là một loài cá biển thuộc chi Etelis trong họ Cá hồng. Loài cá này được mô tả lần đầu tiên vào năm 1828.

## Từ nguyên
Danh từ định danh carbunculus trong tiếng Latinh có nghĩa là "một loại đá quý màu đỏ" (như hồng ngọc hoặc đá granat), hàm ý đề cập đến màu đỏ hồng nổi bật với những sọc vàng ở loài cá này.

## Phân bố và môi trường sống
E. carbunculus có phân bố rộng rãi trên vùng Ấn Độ Dương - Thái Bình Dương, từ vùng biển bao quanh bán đảo Ả Rập dọc theo Đông Phi trải dài về phía đông đến quần đảo Hawaii, quần đảo Line và quần đảo Australes, ngược lên phía bắc đến Nam Nhật Bản, giới hạn phía nam đến Úc và quần đảo Three Kings (New Zealand). Loài này cũng xuất hiện tại vùng biển Việt Nam, bao gồm quần đảo Hoàng Sa và quần đảo Trường Sa. Ghi nhận của E. carbunculus ở Madeira tận đến Bắc Đại Tây Dương không rõ có phải là do nhầm lẫn không.
E. carbunculus sống gần các rạn san hô và mỏm đá ngầm ở vùng thềm lục địa, được tìm thấy ở độ sâu trong khoảng 90–400 m.

## Mô tả
Chiều dài cơ thể lớn nhất được ghi nhận ở E. carbunculus lên đến 127 cm, thường bắt gặp với kích thước khoảng 50 cm. Loài này có màu đỏ hồng, trắng dần ở thân dưới và bụng.
Số gai ở vây lưng: 10; Số tia vây ở vây lưng: 11; Số gai ở vây hậu môn: 3; Số tia vây ở vây hậu môn: 8; Số tia vây ở vây ngực: 15–17; Số vảy đường bên: 48–50.

## Sinh thái
Thức ăn của E. carbunculus là cá nhỏ và những loài thủy sinh không xương sống lớn như mực, tôm và cua, cũng bao gồm cả những loài sống đuôi và sinh vật phù du.
Tại Vanuatu, E. carbunculus sinh sản quanh năm, đỉnh điểm là vào khoảng tháng 11. E. carbunculus có thể sống được đến ít nhất là 35 năm tuổi, được ghi nhận ở Tây Úc. Ở Nam Thái Bình Dương, E. carbunculus đạt độ tuổi cao nhất là 43 năm.
Các nhà khoa học đã mô tả khoa học Neolebouria blatta, một loài giun dẹp ký sinh mới trong họ Opecoelidae được phát hiện trên cơ thể của hai loài cá hồng E. carbunculus và Pristipomoides argyrogrammicus vào năm 2009. Hai loài sán lá đơn chủ của chi Lagenivaginopseudobenedenia đều ký sinh trên vật chủ là E. carbunculus, và chúng mới chỉ được tìm thấy trên các loài Etelis.

## Thương mại
E. carbunculus được đánh bắt trong phần lớn phạm vi của chúng, và nhiều nơi, chúng là một loại cá thực phẩm quan trọng. Do có giá trị kinh tế mà loài này được cho là đã tuyệt chủng cục bộ ở trung tâm quần đảo Hawaii, trong khi quần thể của chúng ở tầng đáy còn tương đối khỏe mạnh ở các đảo phía tây bắc. Vì tập tính sống theo đàn và chỉ giới hạn ở vùng thềm lục địa nên E. carbunculus đang bị đánh bắt quá mức ở vùng biển phía tây nam Úc.